# Romano Bottegal
Romano Bottegal (28 décembre 1921 - 19 février 1978), était un prêtre trappiste italien, qui s'exerça comme missionnaire au Liban, vivant de manière austère dans un ermitage situé dans la région Baalbek. L'Église catholique l'a reconnu vénérable. 

## Biographie

### Jeunesse et vie religieuse

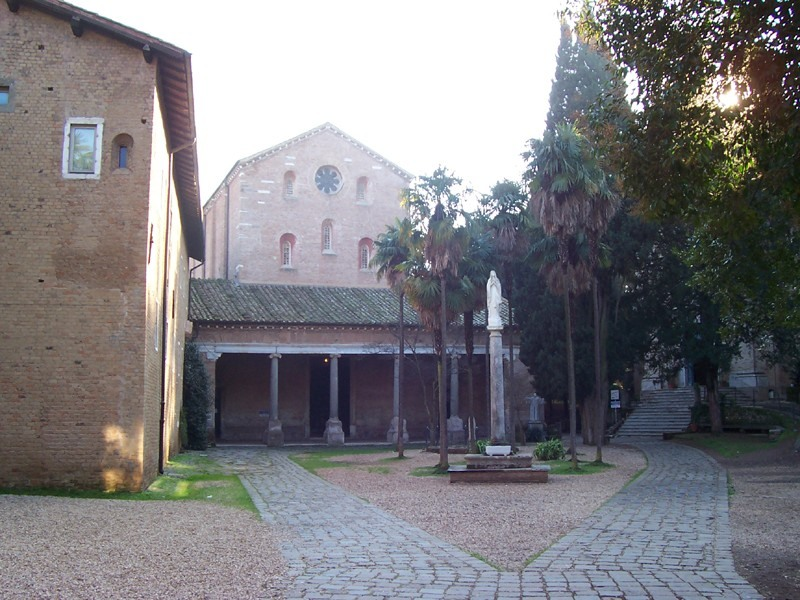
Abbaye Tre Fontane, à Rome

Romano Bottegal est né le 28 décembre 1921 à Lamon, province de Belluno, dans une famille très pauvre et profondément religieuse. Après l'école élémentaire, il entre au Petit Séminaire de Feltre, puis au Grand Séminaire de Belluno, où il est s'acquiert la sympathie du vice-recteur, Albino Luciani, le futur pape Jean-Paul 1er. Convaincu de sa vocation religieuse, à l'âge de dix-huit ans, il fait le vœu privé de chasteté perpétuelle. La vie monastique l'attire, mais ses supérieurs lui conseillent d'attendre son ordination sacerdotale, qu'il reçut le 29 juin 1946.[réf. nécessaire]
Devenu prêtre, il entre à l'abbaye de Tre Fontane à Rome, tenue par les trappistes. Il fait sa Profession religieuse en 1951 et poursuit ses études à l'université grégorienne, où il obtient une licence de théologie, en 1953. Au sein de sa communauté, Romano Bottegal est successivement maître des frères convers, maître des novices puis Prieur.[réf. nécessaire]
En 1961, il participe à la fondation d'un monastère trappiste au Liban, qui suivrait le rite maronite. Il commence alors à étudier l'arabe, le syriaque et la liturgie orientale. Deux ans plus tard, le projet est abandonné, et n'ayant pas reçu la permission de ses supérieurs de rester sur place, il revint à Tre Fontane. En contrepartie, l'abbé lui permit de mener une vie solitaire dans l'enceinte de l'abbaye.[réf. nécessaire]

### Vie érémitique au Liban
Aspirant à une vie toujours plus austère et retirée, Romano Bottegal reçut la permission exceptionnelle du Saint-Siège de déroger à la règle de clôture, afin de partir au Liban, où il pourrait se livrer à son idéal de vie monastique. Placé sous l'autorité de l'évêque du diocèse grec-catholique melkite de Baalbek, il vécut en solitaire dans un ermitage reculé près du village de Jabbouleh. Dès lors, il s'impose un régime alimentaire très modeste, vit sans aucun confort ni biens que ce soit. [réf. nécessaire]
Son mode de vie fut le seul moyen de son œuvre missionnaire. Il se lia d'amitié avec les villageois, agriculteurs et les enfants, voisins de son ermitage, qu'ils soient de confession chrétienne ou musulmane. Accueillant et de nature joyeuse, nombreux sont ceux qui allèrent chercher conseils et prières auprès de lui. Il devint rapidement connu dans la région de Baalbek, s'attirant la sympathie de tous, et la vénération des fidèles, qui assistaient nombreux à ses messes, célébrées dans la rustique chapelle de son ermitage. Il laissa un Journal, dans lequel il fait part de sa profonde vie spirituelle et de quelques expériences mystiques.[réf. nécessaire]
Atteint par la tuberculose et épuisé par ses pénitences, Romano Bottegal mourut le 19 février 1978 à l'hôpital de Beyrouth, à l'âge de 56 ans, et avec la réputation d'un saint.[réf. nécessaire]

## Béatification et canonisation
- 10 juin 2001 : introduction de la cause en béatification et canonisation
- 9 décembre 2013 : le pape François lui attribue le titre de vénérable

## Sources
- http://www.santiebeati.it/dettaglio/95935